# Dario Juričan
Dario Juričan (Zagreb, 16. prosinca 1976.) hrvatski je redatelj, filmski producent, scenarist i političar. Od 2019. godine njegovo zakonsko ime glasi Milan Bandić. Juričan je scenarist, redatelj i producent nekoliko kratkih filmova, od kojih su najpoznatiji Gazda o Ivici Todoriću, Gazda: Početak o Miroslavu Kutli i najnoviji Kumek o Milanu Bandiću. 

## Rani život i obrazovanje
Rođen je 16. prosinca 1976. u Zagrebu. Diplomirao je komparativnu književnost i germanistiku na Filozofskom fakultetu Sveučilišta u Zagrebu te film na Londonskoj filmskoj akademiji.

## Filmska karijera
Juričan radi kao neovisni filmski redatelj i direktor od 2003. godine. Član je filmskog inkubatora zvanog Blank_filmski inkubator.
Njegov kratki film Imaš ti neku priču? iz 2010. godine bio je u konkurenciji 64. izdanja Locarno film festivala, Godine 2012. Juričan je nagrađen za najbolji scenarij za film I,J,K,L na Danima hrvatskog filma.
Godine 2016. izdao je knjigu i dokumentarac pod nazivom Gazda. Dokumentarac se fokusira na Ivicu Todorića i Agrokor.
Godine 2018. izišao je njegov dokumentarac Gazda: Početak, nastavak dokumentarca Gazda. Dokumentarac se fokusira na neuspješnoj tranziciji, privatizaciji i pravosudnom sustavu Hrvatske. Radnja dokumentarca vrti se oko Miroslava Kutle. jednog od najvećih hrvatskih tajkuna 1990.-ih godina.
Juričan je planirao snimiti dokumentarac Kumek, treći dio serijala Gazda čija se radnja vrti oko zagrebačkog gradonačelnika Milana Bandića. Zbog toga Juričan je promijenio svoje zakonsko ime u Milan Bandić. Ministarstvo uprave poništilo je tu promjenu, no Ustavni sud poništio je odluku Ministarstva uprave te je time dopuštena Juričanova promjena zakonskog imena u Milan Bandić.

## Politička karijera
Dario Juričan objavio je 18. rujna 2019. godine da će se kandidirati za Hrvatske predsjedničke izbore 2019. godine. U studenom mu je Ustavni sud odobrio kandidaturu pod legalnim imenom Milan Bandić te je poništio odluku Ministarstva uprave. Dana 3. prosinca Juričan je predao Državnom izbornom povjerenstvu 13 000 potpisa za svoju predsjedničku kandidaturu. Juričan je na predsjedničkim izborima dobio 87 882 glasova, tj. 4,61 % ukupnih glasova završivši time peti u prvom krugu predsjedničkih izbora, što je bilo nedovoljno za ulazak u drugi krug.

## Filmografija
Izvor:

### Igrani filmovi
- Daša (2008.); Kratki film
- Školica (2008.); Kratki film
- Grand Prix (2009.); Kratki film
- U mojoj glavi anđeo (2009.); Kratki film
- Slikat ću ti rendgenom srce da svi vide da ga jebi ga nemaš (2010.); Kratki film
- Imaš ti neku priču? (2010.); Kratki film
- I, J, K, L (2011.); Kratki film
- Jednom bijah (2011.; Kratki film
- Slušaj kako puca staklo (2012.); Kratki film
- Bomba (2013.); Kratki film

### Dokumentarci
- Gradonačelnik Denis (2014.); Kratki film
- Gazda (2016.)
- Gazda: Početak (2018.)
- Kumek (2020.)